# Chrysophyllum pruniforme
Chrysophyllum pruniforme är en tvåhjärtbladig växtart som beskrevs av Adolf Engler. Chrysophyllum pruniforme ingår i släktet Chrysophyllum och familjen Sapotaceae. Inga underarter finns listade i Catalogue of Life.